# Leandro Bolmaro
Leandro Nicolás Bolmaro (Las Varillas, 11 settembre 2000) è un cestista argentino con cittadinanza italiana playmaker o guardia dell'Olimpia Milano.
Bolmaro è in grado di giocare come playmaker ma anche come guardia e ala piccola.
Nel 2017 ha vinto la medaglia di argento con la nazionale argentina under-17 nei campionati sudamericani di categoria.
Nel Draft NBA 2020 è stato scelto dai Minnesota Timberwolves.

## Biografia
Leandro Bolmaro iniziò fin dai 4-5 anni a giocare a pallacanestro anche se il padre, Osvaldo Bolmaro, inizialmente si oppose a questa attività. Questo poiché, avendo una piccola scuola di pallacanestro, conosceva la frustrazione che avrebbe provato suo figlio, caratteristica di tutti i bambini che a quell'età non riescono ad arrivare nemmeno al canestro a causa della poca forza.
Intorno ai 5-6 anni, spinto dall'ammirazione per la sorella, allora specialista dei 400 metri (di cui vinse alcune gare nazionali a livello juniores), Leandro Bolmaro decise quindi di dedicarsi all'atletica.
Inizialmente non fu un percorso facile. Il direttore della scuola di atletica leggera racconta che Bolmaro era un bambino molto scoordinato: aveva numerosi dolori e tendeva a camminare con i piedi incrociati verso l'interno. Suo padre lo portò da vari specialisti che concordarono sul fatto che fossero problemi di sviluppo osseo e muscolare che sarebbero stati superati con la crescita. La sua dedizione, comunque, lo portò a dei buoni risultati facendolo diventare campione under-14 dell’hexathlon ai Juegos Nacionales Evita del 2014 e l'anno successivo fu fondamentale per la vittoria della coppa nazionale conquistata dalla scuola con cui gareggiava. Le sue specialità preferite erano il salto in lungo e il getto del peso ma, con il passare degli anni, praticò diverse discipline.

## Caratteristiche tecniche
Bolmaro può essere utilizzato come ala piccola, anche grazie alla sua statura, come guardia oppure come playmaker, ruolo che ha ricoperto per la maggior parte dei minuti giocati con il Barcellona A. Riesce a fornire una estrema intensità in attacco e in difesa; entrambe le fasi sono accentuate da una grande personalità e fiducia in sé stesso.
Bolmaro è un realizzatore costante, nonostante non abbia percentuali elevate al tiro da tre punti. Grazie alla sua rapidità nel primo passo e alla sua qualità di palleggio riesce spesso a prendere lo spazio necessario dal suo marcatore per poter finalizzare in penetrazione, sfruttando le sue lunghe leve e la forza della parte superiore del corpo. Nel caso in cui non ci fosse la possibilità di finalizzare, Bolmaro è molto bravo a proteggere il vantaggio ottenuto grazie al primo passo e a proteggere la palla: i suoi movimenti sono imprevedibili anche per giocatori più esperti. Inoltre ha una certa affidabilità anche dal tiro in sospensione da dentro l'area, caratteristica molto importante per l'imprevedibilità del suo gioco. Raramente forza il tiro e cerca prevalentemente di fare la giocata giusta attendendo spesso il momento giusto. Questa caratteristica è rara per un giocatore della sua età ed è favorita anche dall'altezza, che gli permette una visione completa del gioco e del posizionamento di compagni e avversari.
Nonostante queste capacità nella creazione di tiri, Bolmaro non ha le caratteristiche per essere il principale portatore di palla della squadra durante tutta la partita: infatti pecca un po' nella continuità e nella qualità dei passaggi. Inoltre ha bisogno di crescere ancora sotto il punto di vista atletico e fisico per poter reggere il colpo anche con giocatori più esperti e di maggiore stazza.
Data la sua altezza e la sua abilità nel portare palla, Bolmaro può essere utilizzato sia da bloccante sia da palleggiatore in un pick and roll e questo comporta che quasi due terzi del coinvolgimento offensivo derivino proprio da questa situazione di gioco. Durante le partite con il Barcellona A ha una media di 0.87 punti per possesso in caso di pick and roll. Quando è necessario è in grado di muoversi con efficacia lontano dalla palla, utilizzando finte e blocchi per liberarsi dell'avversario.
Bolmaro ha anche buone capacità difensive. Grazie alla sua mobilità laterale e altezza è in grado di cambiare su ogni tipo di avversario e di creare una difesa molto fastidiosa nell'uno contro uno: inoltre le mani sono molto veloci e spesso gli permettono di intercettare le linee di passaggio degli avversari. È un giocatore che non rinuncia mai ad una buona difesa e usa energia e vitalità anche nei momenti di non possesso palla.

## Carriera

### Giovanili

#### Almafuerte (2015-2017)
Leandro Bolmaro era ancora affascinato dal basket e a partire dai 15 anni, questa volta con il consenso del padre, decise di dedicarcisi appieno mostrando subito una certa disinvoltura. 
Partì giocando con la piccola squadra del suo quartiere, l’Almafuerte. 
Il suo allenatore durante quel periodo parla di lui come un ragazzo che si divertiva molto a giocare a basket e che era presente in campo anche al di fuori degli allenamenti. Inoltre era molto competitivo e, qualunque fosse l’azione da svolgere, la preparava fino a renderla impeccabile.
Da ragazzino a Bolmaro piaceva molto portare la palla, con conseguente miglioramento del ball handling, caratteristica che ha mantenuto anche in seguito nonostante l'aumento di statura.

#### Estudiantes Bahìa Blanca (2017-2018)
Bolmaro fu notato per la prima volta da Daniel Farabello, ex cestista argentino, nel torneo under-15 Osvaldo Savas svoltosi nel novembre del 2014 a Cañada de Gómez.
Farabello notò in quel ragazzo una personalità e un atletismo ben superiori a quelli dei suoi coetanei e si stupì di come potesse ancora militare nella piccola squadra della sua città, facendolo notare anche a Sebastián Uranga, allora direttore sportivo della Federazione argentina di basket. Così Bolmaro fu chiamato dalla nazionale argentina per una preselezione al mondiale under-17 che si sarebbe tenuto a Saragozza nel 2016, ma venne scartato prima di prendere parte alla competizione. Anche se breve fu una grande esperienza per lui che però comprese di non essere ancora al livello dei suoi compagni. Questo lo motivò nel migliorare mentalmente e nei fondamentali e lo portò, durante l'estate del 2016, ad allenarsi costantemente 3 volte al giorno.
In questo periodo arrivarono anche le chiamate di vari club, tra cui quella del Bahía basket, club con un importante settore giovanile. Il Bahía era di proprietà di Pepe Sanchez, ex cestista anche lui, che entrò subito in contatto diretto e in sintonia con Bolmaro. Dopo una visita al centro sportivo nella città di Bahía Blanca Bolmaro accettò quindi la proposta del Bahía, anche sotto il consiglio di Fabricio Oberto, grande ex cestista argentino, amico di Pepe Sanchez, che diventò un suo consigliere, condividendo con lui anche la provenienza da Las Varillas. Questa connessione con la generacion dorada, la generazione di cestisti che aveva portato la nazionale argentina fino alla medaglia d’oro durante le olimpiadi del 2004, era ed è tuttora uno stimolo forte per Bolmaro che è nato e cresciuto vedendo all’opera quei campioni.
I primi mesi a Bahía Blanca furono molto duri: Bolmaro non conosceva nessuno e gli allenamenti erano molto stancanti. Il padre raconta di lunghe chiamate in quel periodo, in cui il figlio si sfogava, sentiva la mancanza della sua casa e della sua famiglia.
Fuori dal campo Bolmaro viene descritto, in questo periodo, come un ragazzo molto calmo ma con una personalità tale da conquistare gli osservatori Nba che lo videro all'opera, nel 2017, nel top 100 camp della Nba, selezione dei migliori giovani provenienti dalle scuole superiori, e al Basketball without-borders americas camp, svoltosi alle Bahamas.
Dopo quel camp addirittura Shaquille O'Neal rimase impressionato delle abilità di Bolmaro e lo invitò a prendere la borsa di studio presso la prestigiosa UCLA.
Bolmaro esordì il 16 luglio 2017 nella Liga Nacional de Básquet, la principale categoria argentina per quanto riguarda il basket, come giocatore del Bahia Blanca.
Non giocò molto nella squadra maggiore ma riuscì comunque a imporsi nella categoria di sviluppo riuscendo a tenere una media di 12,17 punti in 26,7 minuti. Nella prima squadra le cifre si abbassarono notevolmente: infatti, nonostante ben 25 presenze, giocò con una media di 7.1 minuti e 1.80 punti a partita.
Sempre nel luglio del 2017 Bolmaro aiutò la nazionale Argentina under-17 a conquistare una medaglia d'argento al campionato sudamericano FIBA under-17, svoltosi in Perù. In questa competizione giocò 6 partite con una media di 24,14 minuti e 13,8 punti a partita.
Bolmaro venne notato dagli osservatori della Nike che l'anno seguente lo selezionarono per fare parte del Nike Hoops Summit, tradizionale partita organizzata da Nike alla quale partecipano gli studenti più promettenti delle scuole superiori,  all'interno della squadra contenente i non statunitensi. Alla Nike Hoops Summit giocò 10.12 minuti mettendo a referto 6 punti.

### Spagna

#### Barcellona (2018-2021)
Durante la FIBA Americas under-18, che Bolmaro avrebbe dovuto giocare insieme alla sua nazionale, ma che saltò a causa di un infortunio, venne contattato dal Barcellona con cui, nell'agosto del 2018, firmò il suo primo contratto europeo.
Nell'estate del 2019 partecipò ai mondiali di basket under-19, svoltosi in Grecia. La selezione argentina, però, non riuscì a qualificarsi per la seconda fase, raggiungendo solamente l'undicesimo posto. Bolmaro chiuse la competizione giocando 6 partite con una media di 20,37 minuti e 10,8 punti.
Successivamente il Barcellona decise di mandarlo in prestito nel Barcellona B, squadra delle riserve dei catalani che militava in Liga LEB oro, seconda divisione del campionato di basket spagnolo. Lì Bolmaro si mise in mostra garantendosi, l'anno successivo, la promozione nel Barcellona A grazie anche al benestare di Svetislav Pešić, allenatore durante quel periodo, che lo definì il Messi del Barcellona basket. Tuttavia, il Barcellona B fu retrocesso in Liga LEB silver. In Liga LEB oro, nella stagione 2018-2019, Bolmaro totalizzò 33 partite con una media di 10.38 punti in 24.1 minuti a partita.
Il 4 luglio 2019 venne convocato da Sergio Hernández, allenatore della selezione Argentina, per far parte di una preselezione della nazionale maggiore argentina per i giochi panamericani del 2019 e per il mondiale di pallacanestro tenutosi in Cina nello stesso anno. Venne però scartato prima di entrare nella rosa ufficiale per queste competizioni, e questo gli permise di svolgere la preparazione con il Barcellona A. 
Il primo anno nel Barcellona A, anche grazie a infortuni dei suoi pari ruolo, Bolmaro riuscì a ricavarsi alcuni minuti sia in Liga ACB e in Eurolega, riuscendo a mettere a referto ben 11 punti, il suo massimo in carriera, nella sconfitta del Barcellona contro l’Iberostar Tenerife, il 25 giugno 2020. 
Durante la stagione Bolmaro giocò un totale di 7 partite con una media di 13.0 minuti e 4.4 punti a partita in Liga ACB. In Eurolega le cifre calano leggermente: 6 partite giocate con una media di 9.2 minuti e 1.8 punti a partita.
Con l’inizio della stagione 2020-2021, il Barcellona cambiò allenatore, con l’arrivo di Šarūnas Jasikevičius. Bolmaro riuscì ben presto ad ottenere la fiducia di quest'ultimo, che lo inserì nelle rotazioni della squadra catalana. Jasikevicius portò inoltre Bolmaro a giocare principalmente da guardia, a differenza degli anni precedenti in cui Pesic lo aveva utilizzato principalmente da playmaker. 
Nella stagione 2020-2021 con il Barcellona A in Liga ACB ha giocato 14 partite con una media di 12.8 minuti giocati con 4.1 punti di media. In Eurolega ha giocato 11 partite con 7.5 minuti e 2.1 punti di media a partita.
Bolmaro vive a Sant Feliu de Llobregat, zona limitrofa alla Ciutat Esportiva Joan Gamper, luogo in cui si allena il Barcellona. Per i pasti, invece, preferisce spostarsi a La Masia, l'iconico edificio di proprietà del Barcellona in cui sono cresciuti molti giocatori sia di calcio che di basket.

### L'NBA e il Draft
Il 18 novembre 2020, durante il Draft 2020, tenutosi in videoconferenza a causa dell'emergenza COVID-19, Leandro Nicolas Bolmaro fu selezionato alla scelta numero 23 dai New York Knicks. Questa è la posizione più alta a cui sia mai stato scelto un giocatore argentino, superando il precedente record di Carlos Delfino nel 2003, che fu selezionato alla numero 30.
Bolmaro successivamente fu inserito nello scambio tra New York Knicks, Minnesota Timberwolves e Oklahoma City Thunder che ha portato Ricky Rubio e Bolmaro ai Timberwolves.
Il giocatore, al momento in cui fu dato l'annuncio da parte di Adam Silver, non era ancora a conoscenza dello scambio tra le due franchigie, di cui fu informato solo alcuni minuti dopo.
L'NBA preparò anche un video per il giocatore, in cui si vedeva una caricatura di Bolmaro che camminava davanti alle statue di due fantastici atleti argentini come Leo Messi e Manu Ginobili, idolo di Bolmaro a cui viene spesso affiancato per la nazionalità e per il simile trattamento del pallone. Al termine del cammino Bolmaro si fermava davanti a una statua ancora da scoprire.
In un'intervista il giocatore ha dichiarato che i Timberwolves erano, anche prima del draft, la sua destinazione ideale, la franchigia che l'aveva maggiormente convinto durante le interviste e i provini. Fra l'altro il vice allenatore dei Timberwolves è l'argentino ex NBA Pablo Prigioni, con cui Bolmaro ha avuto dialoghi anche prima dello stesso draft.
Grazie alla posizione conquistata nel draft Bolmaro avrebbe avuto accesso a un contratto che gli avrebbe garantito 1,90 milioni il primo anno e 1,99 milioni il secondo anno, con possibilità di aumentare ancora nel terzo e quarto anno a seconda delle prestazioni e della volontà della franchigia e del giocatore. Tuttavia, nell'agosto 2020, ha rinnovato il suo contratto con il Barcellona confermando la sua intenzione di non lasciare l'Europa almeno fino al termine della stagione 2020-2021.
Questa decisione sembra essere stata presa in comune accordo coi Timberwolves che hanno concordato con l’idea del giocatore di formarsi ancora un anno nel Barcellona prima di approdare in Nba.
Nel nuovo contratto è stata inserita una clausola che permetterebbe a Bolmaro di andare in Nba al termine di ogni stagione col Barcellona se, insieme ai Timberwolves, lo ritenesse necessario.

#### Il ritorno in Europa
Nel 2023 rientra in Europa accasandosi alla squadra spagnola del Canarias Tenerife.
Successivamente la stagione 2023/2024 lo vede protagonista nel campionato tedesco voluto fortemente da coach Pablo Laso, nel Bayern Monaco.
L'8 luglio 2024, firma un contratto pluriennale con l'Olimpia Milano.

## Statistiche

### Campionati nazionali
| Stagione        | Squadra         | Competizione    | Partite | Partite | Partite | Statistiche tiro | Statistiche tiro | Statistiche tiro | Altre statistiche | Altre statistiche | Altre statistiche | Altre statistiche | Altre statistiche |
| Stagione        | Squadra         | Competizione    | Pres.   | Titol.  | Minuti  | Tiri da 2        | Tiri da 3        | Liberi           | Rimb.             | Assist            | Rubate            | Stopp.            | Punti             |
| --------------- | --------------- | --------------- | ------- | ------- | ------- | ---------------- | ---------------- | ---------------- | ----------------- | ----------------- | ----------------- | ----------------- | ----------------- |
| 2017-2018       | Bahía Basket    | Liga A          | 25      | 0       | 177     | 19 /51           | 4 /23            | 3 /4             | 15                | 12                | 9                 | 0                 | 45                |
| 2018-2019       | Barcellona II   | Liga LEB oro    | 33      | 14      | 793     | 130 /328         | 40 /130          | 43 /66           | 102               | 89                | 41                | 9                 | 83                |
| 2019-2020       | Barcellona      | Liga ACB        | 9       | 7       | 241     | 17 /38           | 6 /13            | 6 /7             | 9                 | 15                | 6                 | 3                 | 46                |
| 2020-2021       | Barcellona      | Liga ACB        | 15      | 3       | 181     | 13 /37           | 4 /16            | 30 /31           | 16                | 23                | 9                 | 3                 | 60                |
| Totale carriera | Totale carriera | Totale carriera | 82      | 24      | 1392    | 179/454          | 54/182           | 82/108           | 142               | 139               | 59                | 15                | 234               |

### Eurolega
| Anno      | Squadra        | PG | PT | MP   | TC%  | 3P%  | TL%  | RP  | AP  | PRP | SP  | PP  |
| --------- | -------------- | -- | -- | ---- | ---- | ---- | ---- | --- | --- | --- | --- | --- |
| 2019-2020 | Barcellona     | 6  | 1  | 9,1  | 28,6 | -    | 100  | 0,8 | 2,3 | 1,0 | 0,0 | 1,8 |
| 2020-2021 | Barcellona     | 30 | 0  | 9,5  | 42,0 | 38,1 | 78,6 | 1,1 | 1,3 | 0,3 | 0,1 | 2,9 |
| 2023-2024 | Bayern Monaco  | 30 | 28 | 19,4 | 54,7 | 30,2 | 73,2 | 2,8 | 3,4 | 1,0 | 0,3 | 8,4 |
| 2024-2025 | Olimpia Milano | 25 | 18 | 22,2 | 50,9 | 22,2 | 67,4 | 2,4 | 3,1 | 1,1 | 0,2 | 6,9 |
| Carriera  | Carriera       | 91 | 47 | 16,3 | 50,4 | 27,8 | 72,9 | 2,0 | 2,5 | 0,8 | 0,2 | 5,8 |

### NBA

#### Regular Season
| Anno      | Squadra            | PG | PT | MP  | TC%  | 3P%  | TL%  | RP  | AP  | PRP | SP  | PP  |
| --------- | ------------------ | -- | -- | --- | ---- | ---- | ---- | --- | --- | --- | --- | --- |
| 2021-2022 | Minnesota T'wolves | 35 | 2  | 6,9 | 31,5 | 27,8 | 84,6 | 1,2 | 0,6 | 0,2 | 0,0 | 1,4 |
| 2022-2023 | Utah Jazz          | 14 | 0  | 4,9 | 15,0 | 0,0  | -    | 0,5 | 0,5 | 0,2 | 0,1 | 0,4 |
| Carriera  | Carriera           | 49 | 2  | 6,3 | 27,0 | 22,7 | 84,6 | 1,0 | 0,6 | 0,2 | 0,0 | 1,1 |

#### Massimi in carriera
- Massimo di punti: 11 vs Chicago Bulls (10 aprile 2022)[14]
- Massimo di rimbalzi: 5 (2 volte)
- Massimo di assist: 4 vs Chicago Bulls (10 aprile 2022)
- Massimo di palle rubate: 2 (2 volte)
- Massimo di stoppate: 1 vs Denver Nuggets (28 ottobre 2022)
- Massimo di minuti giocati: 25 vs Brooklyn Nets (3 dicembre 2021)

### Nazionale

#### Mondiale under 19
| Cronologia completa delle presenze e dei punti in Nazionale - Argentina | Cronologia completa delle presenze e dei punti in Nazionale - Argentina | Cronologia completa delle presenze e dei punti in Nazionale - Argentina | Cronologia completa delle presenze e dei punti in Nazionale - Argentina | Cronologia completa delle presenze e dei punti in Nazionale - Argentina | Cronologia completa delle presenze e dei punti in Nazionale - Argentina | Cronologia completa delle presenze e dei punti in Nazionale - Argentina | Cronologia completa delle presenze e dei punti in Nazionale - Argentina |
| Data                                                                    | Città                                                                   | In casa                                                                 | Risultato                                                               | Ospiti                                                                  | Competizione                                                            | Punti                                                                   | Note                                                                    |
| ----------------------------------------------------------------------- | ----------------------------------------------------------------------- | ----------------------------------------------------------------------- | ----------------------------------------------------------------------- | ----------------------------------------------------------------------- | ----------------------------------------------------------------------- | ----------------------------------------------------------------------- | ----------------------------------------------------------------------- |
| 29/06/2019                                                              | Creta                                                                   | Argentina                                                               | 86 - 84                                                                 | Russia                                                                  | Mondiali 2019 - 1º turno                                                | 16                                                                      | [ 15 ]                                                                  |
| 02/07/2019                                                              | Creta                                                                   | Grecia                                                                  | 68 - 73                                                                 | Argentina                                                               | Mondiali 2019 - 1º turno                                                | 6                                                                       | [ 16 ]                                                                  |
| 03/07/2019                                                              | Creta                                                                   | Argentina                                                               | 55 - 77                                                                 | Porto Rico                                                              | Mondiali 2019 - 16esimi                                                 | 7                                                                       | [ 17 ]                                                                  |
| 05/07/2019                                                              | Creta                                                                   | Argentina                                                               | 84 - 79                                                                 | Nuova Zelanda                                                           | Mondiali 2019 - 9\16 posto                                              | 21                                                                      | [ 18 ]                                                                  |
| 06/07/2019                                                              | Creta                                                                   | Grecia                                                                  | 66 - 72                                                                 | Argentina                                                               | Mondiali 2019 - 9\12 posto                                              | 5                                                                       | [ 19 ]                                                                  |
| 07/07/2019                                                              | Creta                                                                   | Argentina                                                               | 74 - 68                                                                 | Lettonia                                                                | Mondiali 2019 - 10\11 posto                                             | 10                                                                      | [ 20 ]                                                                  |
| Totale                                                                  |                                                                         | Presenze                                                                | 6                                                                       |                                                                         | Punti                                                                   | 65                                                                      |                                                                         |

## Palmarès
- Campionato spagnolo: 1

Barcellona: 2020-2021
- Campionato tedesco: 1

Bayern Monaco: 2023-2024
- Copa del Rey: 1

Barcellona: 2021
- Liga catalana: 1

Barcellona: 2019
- Coppa di Germania: 1

Bayern Monaco: 2023-2024
- Supercoppa italiana: 1

Olimpia Milano: 2024